# 山中隆次郎
山中隆次郎（やまなか りゅうじろう）は、日本の脚本家、演出家。
劇団「スロウライダー」や劇団「ロハ下ル」を主宰していた。

## 主な作品

### 舞台
- 劇団EXILE華組 『ユーバエ8号』　(2009年 脚本)
- 劇団EXILE JUNCTION#1『ナイトバレット』（2010年 脚本）
- 劇団EXILE華組『KILL THE BLACK』（2010年（脚本・演出）
- フジテレビ朗読劇『ラブシーン』（2013年 脚本）
- 南座ミステリー劇場『疑惑』（2014年 脚本）
- 『朗読劇タチヨミ-第六巻-』（2020年 脚本）

### テレビドラマ
- 劇団演技者。「あたらしい生き物」（2005年　脚本）
- BSスカパー！「恋の時価総額」（2015年　脚本）

### バラエティ
- フジテレビ「あたらしあらし」松本潤「見知らぬ共犯者」（2014年 脚本）

### 人形劇
- NHK「おかあさんといっしょ」内「ガラピコぷ〜」（2016年-2022年 原案・脚本）